# De sovende
De sovende (fransk: Le Sommeil: søvnen) er et oliemaleri fra 1866 af den franske maler Gustave Courbet. Det kaldes også De to veninder (Les Deux Amies) og Ladhed og Nydelsessyge (Paresse et Luxure).
Maleriet fremstiller to nøgne sovende kvinder liggende sammenflettet i omfavnelse på en seng. I baggrunden et mørkeblåt velourgardin og et bord med en vase med blomster. I forgrunden et lille træbord med blomstermotiver på bordpladen, en karaffel og et bæger.
Den ene af de sovende kvinder er blond, den anden brunette. Også deres hudfarve er markant forskellig. Ved farvekontrasten accentuerer Courbet de sammenflettede kvinders kurver. På sengen ligger en itureven perlekæde med nogle af perlerne spredt og en hårkam. Kvinderne kan repræsentere et uskyldigt venskab eller et erotisk forhold. Den iturevne perlekæde og kammen peger på det sidste.
Courbets signatur "G. Courbet, 66" ses i nederste højre hjørne.
Lige som Verdens oprindelse var De sovende et bestillingsarbejde af den ægyptisk-tyrkiske diplomat og kunstsamler Khalil Bey, som holdt det skjult bag et grønt gardin på sit badeværelse, til han blev tvunget til at sælge hele sin kunstsamling for at betale sin spillegæld.
En af modellerne kan være den unge irske Joanna ”Jo” Hiffernan, som også figurerer på flere andre af Courbets malerier som det berømte Verdens oprindelse. De sovende er udstillet på Musée d'Orsay , men hører egentlig til på Petit Palais i Paris.